# Матчевые гонки
Матчевые гонки — формат проведения соревнований, когда победитель определяется в результате серии матчей между парами участников. Проще говоря, когда победитель в группе участников выявляется по результату встреч каждый с каждым. Термин применяется как правило в отношении к парусным регатам.
В подавляющем большинстве командных видов спорта (таких как футбол, баскетбол и проч.) нет необходимости подчёркивать матчевый формат соревнований. В видах спорта, представляющих собой гонки (например, велогонки, автогонки), напротив, типичным является одновременное участие группы соревнующихся, поскольку попарное сравнение всех участников требует существенно бо́льших затрат на проведение соревнований. Поэтому указание на матчевый формат в таких видах спорта существенно.

## Матчевые гонки в парусном спорте
Матчевые гонки — один из форматов проведения парусных регат (наряду с гонками флота по олимпийской дистанции, кругосветными гонками и другими). Необходимым условием проведения матчевых гонок является одинаковость условий для каждого участника: соревнующиеся яхты должны обладать как можно более одинаковыми гоночными характеристиками, что достигается либо проведением соревнований на монотипах, либо введением обмерной формулы, ограничивающей гоночные показатели яхты. Выигрыш достигается лишь за счёт мастерства экипажа.

### Терминология
Как и все другие парусные соревнования, матчевые гонки проводятся по Международным правилам парусных гонок (ППГ). Отличия, касающиеся матчевых гонок, приведены в Приложении С этих правил.
Матчевые гонки могут проходить как по круговой системе (каждый с каждым), так и на выбивание. В первом случае проводится серия раунд-робинов, в каждом из которых проводятся флайты — матчи между парами участников. Раунд-робин заканчивается, когда каждый из участников провёл с остальными по одному матчу. По результатам раунд-робинов составляется сетка серий, в которых участники соревнуются до заранее определённого числа побед.
При проведении матчевых гонок в дополнение к обычному судейскому составу применяется судейство на воде: за каждой парой участников следит ампайр — судья на небольшой моторной лодке, находящийся в непосредственной близости от участников. Решения ампайра вступают в силу немедленно и не подлежат обжалованию.

### Тактика
В отличие от более распространённых гонок флота, где целью является как можно более быстрое прохождение дистанции, в матчевых гонках главное — это быть впереди соперника. Время прохождения дистанции тут не играет роли. Более того, матч может закончится даже до того, как яхты пересекут линию старта: если один из участников совершает более ограниченного числа нарушений правил, он может быть дисквалифицирован до окончания матча. Победителем в этом случае объявляется другой участник, независимо от того, какую часть дистанции прошли яхты. Всё это приводит к двум главным принципам тактики матчевых
гонок: вынуждать соперника ошибаться и после старта быть впереди.